# Byblis erythrops
Byblis erythrops är en kräftdjursart som beskrevs av Georg Ossian Sars 1882. Byblis erythrops ingår i släktet Byblis och familjen Ampeliscidae. Inga underarter finns listade i Catalogue of Life.